# Louis Girou de Buzareingues
Pour les articles homonymes, voir Girou.
Louis-Adrien-Édouard-François Girou de Buzareingues, né le 12 février 1805 à château de Buzareingues et mort le 2 juillet 1891 à Buzeins, est un médecin, homme politique, collectionneur et sculpteur français.

## Biographie
Fils de l'agronome et physiologiste Charles Girou de Buzareingues, il commence ses études de médecine à Montpellier et les termina à Paris. Il fut interne des hôpitaux, se fit recevoir docteur en 1832, et professa l'anatomie générale à l'École pratique de Paris. Il devient président de la Société de médecine vétérinaire et comparée en 1846.
Membre du Conseil général de l'Aveyron pour le canton de Réquista, président de ce Conseil général à partir de 1859 (1859-1861, 1861-1862, 1869-1870), il est élu, le 29 février 1852, comme candidat officiel, député de la 1re circonscription de l'Aveyron au Corps législatif par 25,083 voix sur 27,408 votants. Girou de Buzareingues, qui siégea dans la majorité dynastique, fut constamment réélu pendant toute la durée de l'empire : le 22 juin 1857, par 23,403 voix sur 23,534 votants, le 1er juin 1863 et le 24 mai 1869. Girou de Buzareingues quitta la vie politique à la révolution du 4 septembre 1870.
Il est maire de Buzeins de 1875 à 1878.
Officier de la Légion d'honneur, officier de l'Instruction publique, membre de la Société des lettres, sciences et arts de l'Aveyron, Girou de Buzareingues, qui possédait une intéressante collection de tableaux, joint à un goût éclairé pour les arts un réel talent de peintre et de sculpteur ; il a exposé à plusieurs Salons de sculpture et notamment au Salon de 1890. On a de lui de nombreux mémoires et études sur des sujets de physiologie et de thérapeutique, parmi lesquels on remarque l'ouvrage fait en collaboration avec son père : Essai sur le mécanisme des sensations, des idées et des sentiments (1848).

## Sources
- « Louis Girou de Buzareingues », dans Adolphe Robert et Gaston Cougny, Dictionnaire des parlementaires français, Edgar Bourloton, 1889-1891 [détail de l’édition]